# 小行星4200
小行星4200（英語：4200 Shizukagozen）是一颗围绕太阳公转的小行星。1983年11月28日，Y. Banno、浦田武在烏山町发现了此天体，以靜御前（Shizuka Gozen）命名。
这颗小行星的绝对星等为242.58951等。